# Yoshika Arai
Yoshika Arai (Shimane, 26 de febrer de 1982) és una corredora de mitja i llarga distància japonesa especialitzada en els 3000 metres obstacles. La seva millor marca personal en aquesta disciplina és de 9:55,93 minuts.
Va participar en la cursa d'obstacles el 2007 i va representar el seu país al Campionat del Món d'Atletisme de 2007, celebrat a Osaka. La seva primera gran medalla va arribar als Campionats Asiàtics d'Atletisme de 2009, on va guanyar un rècord de campionat.
A principis de la seva carrera, Arai va ser subcampiona habitual de Minori Hayakari als Campionats del Japó d'Atletisme i va guanyar títols nacionals tant el 2012 com el 2013. També va quedar quarta als Campionats Asiàtics d'Atletisme de 2013.

## Carrera
Nascuda a la prefectura de Shimane, va assistir a l'escola secundària Matsue Kita, abans d'estudiar a la Universitat de Shimane. Després de graduar-se, va començar a córrer professionalment a través d'equips corporatius com Wako, Noritz Corporation i Deodeo. Durant la primera part de la seva carrera, va competir principalment en curses de 800 i 1.500 metres i es va classificar regularment entre les deu primeres participants al Campionat del Japó d'Atletisme.
Va començar a progressar en l'esport l'any 2007, després d'haver practicat la carrera de fons i la carrera d'obstacles. Va ser escollida per al Campionat Asiàtic de Crossde 2007 al març, en el qual va quedar vuitena, ajudant a l'equip femení japonès (incloent Minori Hayakari i Eri Kotake) a ocupar el segon lloc de la classificació. Poc a poc va millorar la seva millor carrera d'obstacles a la temporada de pista a l'aire lliure, arribant tercera a l'Oda Memorial i culminant amb una millor marca personal de 9:57,02 minuts en el segon lloc al Campionat Nacional. Això li va valer un lloc als Campionats del Món d'Atletisme de 2007 a Osaka però allà va ser molt més lenta i va ser eliminada a les rondes de classificació.
Arai es va centrar en la carrera d'obstacles el 2008 i va tornar a córrer en menys de deu minuts a la reunió de Barcelona, tot i que va quedar molt per darrere de Hayakari i Kazuka Wakatsuki als campionats japonesos i no va ser seleccionada per als Jocs Olímpics de Pequín de 2008. El 2009, va guanyar a l'Oda Memorial (Memorial International d'Atletisme amateur Mikio Oda) i posteriorment va ser subcampiona, davant Hayakari, als campionats japonesos. Mentre Hayakari competia al Campionat del Món d'Atletisme de 2009, Arai va ser escollida representant del Japó als Campionats asiàtics d'atletisme del mateix any. Allà va derrotar a totes les contrincants i va guanyar la medalla d'or en un temps rècord del campionat de 10:05.94 minuts. Va tornar a ser subcampiona japonesa als nacionals del 2010 i no va competir el 2011. La seva rival nacional Hayakari va batre el seu rècord del campionat asiàtic el 2011.
Arai va tornar a la competició l'any 2012 i va guanyar el seu primer títol nacional als Campionats del Japó d'atletisme de 2012, mentre la seva compatriota Hayakari (que en aquell moment ja tenia gairebé quaranta anys) va fallar a la final. Tanmateix, el temps guanyador d'Arai de 9:55.93 minuts no va ser suficient per a la selecció del Japó als Jocs Olímpics d'Estiu de 2012. L'any següent va conservar el seu títol en la carrera d'obstacles als Campionats del Japó d'atletisme de 2013 i va quedar quarta als Campionats asiàtics d'atletisme de 2013.